# Ishirō Honda
Ishirō Honda (Yamagata, 7 de mayo de 1911-Tokio, 28 de febrero de 1993), también conocido como Inoshiro Honda, fue un cineasta japonés. 
Es probablemente más conocido por sus películas tokusatsu, entre las que se incluyen varias de la serie Godzilla. Dirigió el Godzilla original además de King Kong vs. Godzilla (1962), Mothra vs. Godzilla (1964), Gojira-Minira-Gabara: Ōru Kaijū Daishingeki (1969) y muchas otras hasta 1971. También dirigió otros tokusatsu tales como Rodan y Mothra. Algunos capítulos televisivos de las series de superhéroes El regreso de Ultraman, Mirrorman y Zone Fighter son también suyos. Además, dirigió la película de culto Matango.
Ishiro Honda también trabajó con el famoso director japonés Akira Kurosawa, de quien era amigo cercano, como director auxiliar en varios proyectos, incluyendo El perro rabioso, Kagemusha, Ran, y Los Sueños de Akira Kurosawa.
Su cita más memorable: «Los monstruos nacen demasiado grandes, demasiado fuertes, demasiado pesados, esa es su tragedia», en referencia a su película Rodan. Esta afirmación daría a los seguidores la impresión de que intentó dar a todo el daikaiju una personalidad distinta en vez de mostrar tan solo a monstruos sueltos.[cita requerida]
Al final de los créditos de la película Pacific Rim se hace mención a su nombre reconociéndolo como uno de los precursores del género de películas de monstruos

## Filmografía
- A Story of a Co-Op
- Ise Island

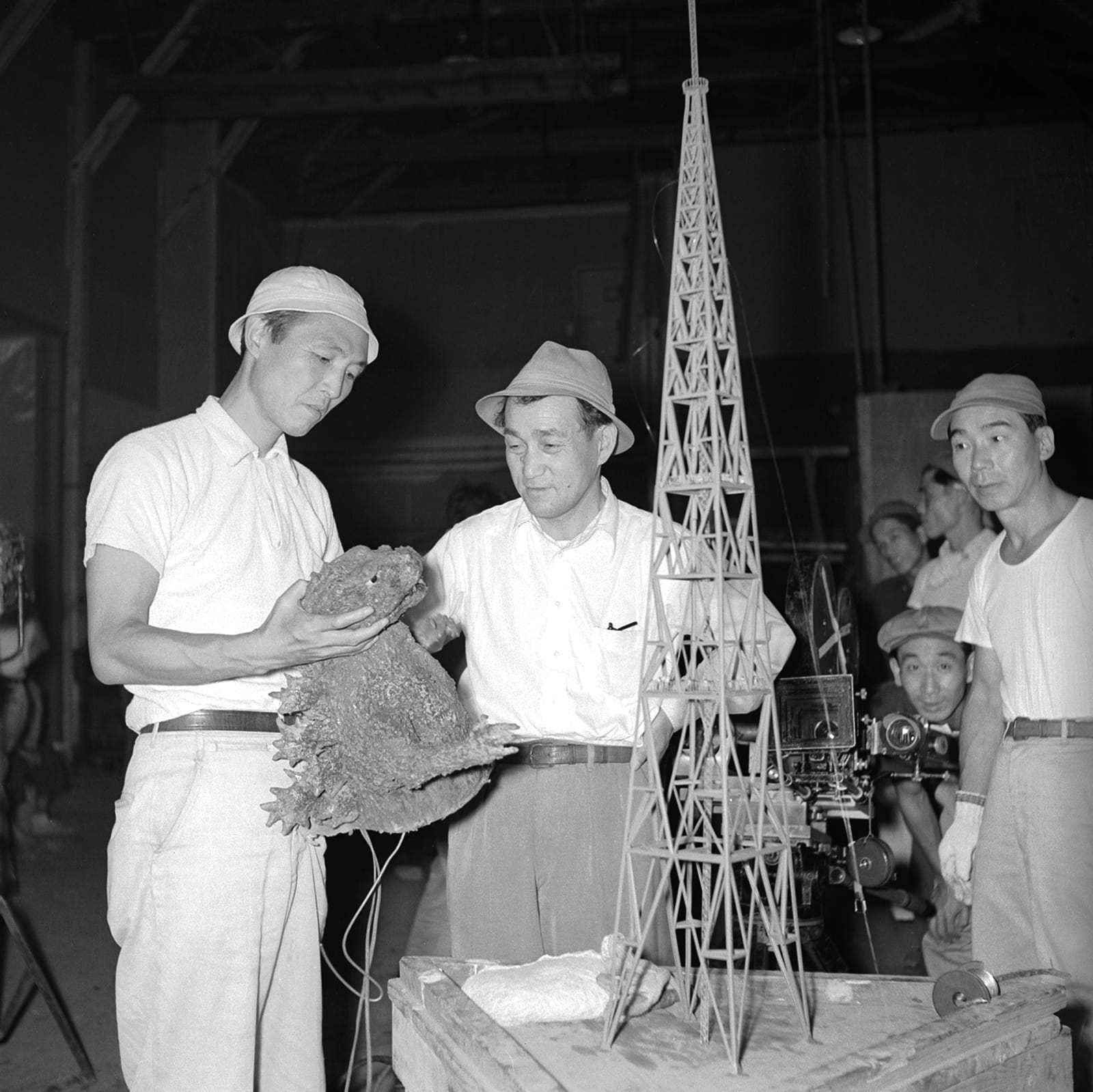
Ishiro Honda en el rodaje de Godzilla.

- Aoi shinju (también conocida como The Blue Pearl)
- Nangoku no hada (también conocida como The Skin of the South)
- Minato e kita otoko (también conocida como The Man Who Came to Port)
- Zoku shishunki (también conocida como Adolescence Part II)
- Taiheiyo no washi (también conocida como Eagle of the Pacific)
- Saraba Rabauru (también conocida como Farewell Rabaul)
- Gojira (también conocida como Godzilla) (1954)
- Koi-gesho (también conocida como Love Makeup)
- Oen-San (también conocida como Cry-Baby)
- Jū jin yuki otoko (1955) (también conocida como Beast Man Snow Man or Half Human: The Story of the Abominable Snowman)
- Wakai Ki (también conocida como Young Tree)
- Night School (1956 film) (también conocida como Yakan chugaku)
- Godzilla, King of the Monsters! (1956) (US edition of Gojira)
- Tokyo no hito sayonara (también conocida como People of Tokyo, Goodbye)
- Sora no Daikaijū Radon (también conocida como Rodan) (1956)
- Chikyu Boeigun (también conocida como The Mysterians or Defence Force of the Earth) (1957)
- Bijo to Ekitainingen (o The H-Man) (1958)
- Daikaijū Varan (o Varan the Unbelievable) (1958)
- Uchu daisenso (o Battle in Outer Space) (1959)
- The Human Vapor (1960)
- Mosura (o Mothra) (1961)
- Yosei Gorasu (o Gorath) (1962)
- King Kong vs. Godzilla (1962)
- Matango (también conocida como Attack of the Mushroom People) (1963)
- Kaitei Gunkan (o Atragon) (1963)
- Mothra vs. Godzilla (también conocida como Godzilla vs. Mothra or Godzilla vs. the Thing) (1964)
- Uchu Daikaijū Dogora (también conocida como Dogora the Space Monster) (1964)
- San Daikaijū: Chikyū Saidai no Kessen (también conocida como Ghidorah, the Three-Headed Monster) (1964)
- Frankenstein vs. Baragon (o Frankenstein Conquers the World) (1965)
- Kaijū Daisensō (también conocida como Invasion of Astro-Monster o Monster Zero or Godzilla vs. Monster Zero) (1965)
- Furankenshutain no Kaijū: Sanda tai Gaira (también conocida como The War of the Gargantuas) (1966)
- Kingu Kongu no Gyakushū (también conocida como King Kong Escapes) (1967)
- Kaijū Sōshingeki (también conocida como Destroy All Monsters) (1968)
- Gojira Minira Gabara Ōru Kaijū dai Shingeki (también conocida como All Monsters Attack o Godzilla's Revenge) (1969)
- Ido zero daisakusen (también conocida como Latitude Zero) (1969)
- Space Amoeba (también conocida como Yog, monster from space) (1970)
- Mekagojira no Gyakushû (o Terror of Mechagodzilla) (1975)